# Сиваков, Иван Прокофьевич
Ива́н Проко́фьевич Сивако́в (2 (15) июня 1901 — 27 июля 1944) — советский военачальник, участник Великой Отечественной войны. Герой Советского Союза (1944). Генерал-майор (15.09.1943).

## Гражданская война и межвоенное время
Родился 2 июня 1901 года в селе Ивановка в семье крестьян из села Новой Бинарадки Ставропольского уезда Самарской губернии Прокопия Фёдоровича и Александры Ивановны Сиваковых, русский по национальности. Окончив 4 класса, работал в селе. 
В Красную Армию зачислен по мобилизации в сентябре 1919 года. Участник Гражданской войны. Служил в 5-м запасном полку, участвовал в подавлении антисоветских вооружённых выступлений. С марта 1920 года учился на 26-х Оренбургских пехотных командных курсах, будучи курсантом принимал участие в подавлении антисоветского мятежа А. П. Сапожкова в Саратовской губернии. 
В 1921 году окончил Оренбургские пехотные командные курсы. С мая 1921 года — командир взвода 78-го батальона 52-й стрелковой бригады войск ВЧК в Архангельске. С июня 1921 года командовал взводами последовательно в 155-м и в 136-м стрелковых полках, с июля этого года одновременно являлся начальником Нёнокского участка охраны побережья Белого моря. С июня 1922 года — командир взвода 46-го стрелкового полка 16-й стрелковой дивизии Петроградского военного округа (Гатчина). В 1924 году окончил 8-ю Ленинградскую пехотную школу краскомов. С сентябре 1924 года служил командиром взвода 84-го стрелкового полка 28-й горнострелковой дивизии Северо-Кавказского военного округа. С ноября 1926 года — курсовой командир, затем командир роты курсантов в 17-й Владикавказской пехотной школе. В «мирные» 1920-е году краскому И. П. Сивакову довелось много повоевать на Кавказе: в августе-октябре 1925 года принимал участие в разоружении и ликвидации бандформирований в Чечне и в Ингушетии, в августе-сентябре 1926 года – в борьбе с бандитизмом в Дагестане, в мае–июне 1928 года — в ликвидации бандитизма в Кабардино-Балкарии. С декабря 1931 по декабрь 1936 года служил в 37-м стрелковом полку 13-й стрелковой дивизии Северо-Кавказского ВО (Каменск-Шахтинский) – начальник и политрук полковой школы, командир батальона. Затем был направлен на учёбу.
В 1937 году окончил Высшие стрелково-тактические курсы усовершенствования офицерского состава пехоты «Выстрел». С июля 1937 года — начальник штаба 280-го стрелкового полка 81-й стрелковой дивизии в Белорусском военном округе (вскоре полк и дивизия переданы в Киевский военный округ). С июля 1938 года исполнял должность заместителя начальника 6-го отдела Управления по начальствующему составу РККА. В феврале 1940 года назначен начальником 2-х Харьковских курсов усовершенствования комсостава запаса. С ноября 1940 года — командир 594-го резервного стрелкового полка в Харьковском военном округе, с марта 1941 года – командир 776-го стрелкового полка 214-й стрелковой дивизии этого округа. 

## Великая Отечественная война
Участник Великой Отечественной войны с июля 1941 года. Прибыв в состав 22-й армии Западного фронта, полк и дивизия участвовали в Смоленском сражении, сражаясь в районе Великих Лук и под Андреаполем. В сентябре дивизия была переброшена на ярцевское направление в состав 16-й армии. В начале немецкого генерального наступления на Москву (операция «Тайфун») в начале октября 1941 года дивизию перебросили на правый фланг армии севернее станции Свищево, где она вела оборонительные бои в районе Капыревщина — Дедово и попала в «Вяземский котёл». В составе группы войск генерал-лейтенанта С. А. Калинина её части отходили к Днепру. 14 октября остатки дивизии были сведены в сводные отряды и пробивались из окружения севернее Гжатска, при этом полковник И. П. Сиваков был назначен командиром головной группы. Ему удалось пробить «коридор» через Вяземское шоссе, по которому из кольца окружения прорвалась часть войск. В бою 19 октября он был ранен и остался на поле боя. Однако, придя в себя, собрал раненых бойцов и 23 октября вывел свою группу через линию фронта к своим. Сразу же был госпитализирован.
В январе 1942 года назначен командиром 15-й отдельной стрелковой бригады, которая формировалась в Северо-Кавказском военном округе. В марте бригада прибыла на Северо-Западный фронт, а уже 6 апреля 1942 года военный трибунал Северо-Западного фронта приговорил полковника И. П. Сиваков по статье 193.17 п. «а» УК РСФСР («Злоупотребление властью») на 10 лет  исправительно-трудовых лагерей без поражения в правах. Исполнение наказания было отсрочено до окончания войны. В мае он был назначен командиром 117-го стрелкового полка 23-й стрелковой дивизии 53-й армии этого фронта. За проявленное мужество определением военного трибунала Северо-Западного фронта от 18 июля 1942 года И. П. Сиваков был полностью освобожден от судебного наказания. 
В августе 1942 года дивизия была переброшена в состав Сталинградского фронта, и участвовала в Сталинградской битве, до ноября вела упорные оборонительные бои в районе Новогригорьевской. Вскоре её передали Донскому фронту. С ноября 1942 года полковник И. П. Сиваков занимал должность заместителя командира, а с 11 декабря временно исполнял должность командира этой же дивизии. В ходе контрнаступления под Сталинградом умело руководил действиями дивизии в наступательных боях против окруженной немецкой группировки (операция «Кольцо»). С января 1943 года И. П. Сиваков вновь исполнял должность заместителя командира 23-й стрелковой дивизии. За стойкость, мужество, дисциплину и организованность, проявленные в боях под Сталинградом, приказом народного комиссара обороны СССР от 1 марта 1943 года дивизии было присвоено гвардейское звание и она переименована в 71-ю гвардейскую стрелковую дивизию. В феврале 1943 года дивизию передали в состав 21-й армии (с 16 апреля – 6-я гвардейская армия) Воронежского фронта, где она участвовала в Харьковской оборонительной операции. С апреля 1943 года И. П. Сиваков вновь временно исполнял должность  командира 71-й гвардейской стрелковой дивизии (через несколько месяцев был утверждён в должности командира дивизии). В составе 6-й гвардейской армии Воронежского фронта дивизия под его командованием участвовала в Курской битве и в Белгородско-Харьковской наступательной операции. В октябре дивизия была передислоцирована на 2-й Прибалтийский фронт, в составе которого участвовала в боях на невельском направлении. С января по июнь 1944 года генерал-майор И. П. Сиваков находился на лечении в госпитале, а затем вновь принял командование своей 71-й гвардейской стрелковой дивизией. К тому времени она находилась в составе войск 1-го Прибалтийского фронта. 
Командир 71-й гвардейской стрелковой дивизии 23-го гвардейского стрелкового корпуса 6-й гвардейской армии 1-го Прибалтийского фронта гвардии генерал-майор И. П. Сиваков особенно прославился в Белорусской стратегической наступательной операции. На первом этапе этой операции — в Витебско-Оршанской фронтовой операции — его дивизия 23 июня 1944 года прорвала оборону противника, освободив посёлок Шумилино и перерезав железную дорогу и шоссе Полоцк — Витебск. На следующий день, 24 июня 1944 года, дивизия форсировала на подручных средствах реку Западная Двина, а затем, 25 июня 1944 года, освободила Бешенковичи и в стремительном наступлении вышла в район Полоцка. За эти подвиги 2 июля 1944 года был представлен к присвоению звания Героя Советского Союза.
За образцовое выполнение боевых заданий Командования на фронте борьбы с немецкими захватчиками и проявленные при этом отвагу и геройство Указом Президиума Верховного Совета СССР от 22 июля 1944 года гвардии генерал-майору Сивакову Ивану Прокофьевичу присвоено звание Героя Советского Союза с вручением ордена Ленина и медали «Золотая Звезда».
В июле 1944 года дивизия генерала Сивакова успешно наступала в ходе Полоцкой и Шяуляйской наступательных операций. 27 июля 1944 года погиб в бою. Похоронен на воинском кладбище (Успенская Горка) в Витебске.

## Награды
- Герой Советского Союза (22 июля 1944 года)[7][8];
- орден Ленина (22.07.1944);
- два ордена Красного Знамени (15.01.1943, 28.02.1944);
- орден Кутузова II степени (27.08.1943);
- орден Красной Звезды (21.10.1942);
- Медаль «За оборону Сталинграда» (1943);
- медаль «XX лет РККА» (22.02.1938).

## Память
- В городе Витебск в честь генерала Сивакова названа одна из городских улиц[5].

## Комментарии
1. ↑  Ныне село Ивановка, Красногвардейский район, Оренбургская область, Российская Федерация.